# Det hände på Norrsätra
Det hände på Norrsätra är en bok skriven av Louis De Geer och utkom 1933. Det är den andra delen i trilogin om Lennart Molanders tid på internatet Norrsätra i början av 1900-talet. De övriga delarna heter Norrsätra och Farväl Norrsätra.

## Källa
- De Geer, Louis, Det hände på Norrsätra, Bonnier 1933